# Heaven (Avicii)
Heaven è un singolo del DJ svedese Avicii, pubblicato il 6 giugno 2019 come terzo estratto dal terzo album in studio Tim.
In Italia è stato pubblicato il 12 luglio successivo ed è stato il 19º singolo più trasmesso in radio dell'anno.

## Descrizione
Terzo brano postumo del DJ, il singolo ha visto la collaborazione vocale del cantautore britannico Chris Martin. Il brano è stato dedicato ai canti della Divina Commedia di Dante Alighieri che la star svedese poté leggere e studiare durante il suo soggiorno in Toscana, a sud di Siena, nell'estate 2016.

## Video musicale
Il 6 giugno 2019 è stato pubblicato sul canale Vevo-YouTube un lyric video del brano, mentre il 24 giugno successivo il video tributo girato in Madagascar. Le scene finali sono state girate in Italia presso il Duomo di Siena.

## Classifiche
| Classifica (2019) | Posizione massima |
| ----------------- | ----------------- |
| Lussemburgo       | 10                |